# Villen Eduard-Bilz-Straße 31/33/35 (Radebeul)
Die Villen Eduard-Bilz-Straße 31/33/35 sind Villen im Stadtteil Oberlößnitz der sächsischen Stadt Radebeul. Sie liegen in der ursprünglichen Sophienstraße (heute Teil der Eduard-Bilz-Straße), die um 1877 von den Gebrüdern Ziller auf eigene Kosten erschlossen wurde und die heute den mittleren Teil der Eduard-Bilz-Straße bildet. Die Sophienstraße war nach der Zillerschwester Sophie Eugenia (1853–1874) benannt, die in frühen Jahren an Tuberkulose starb. Alle drei Gebäude wurden von den Gebrüdern Ziller errichtet.

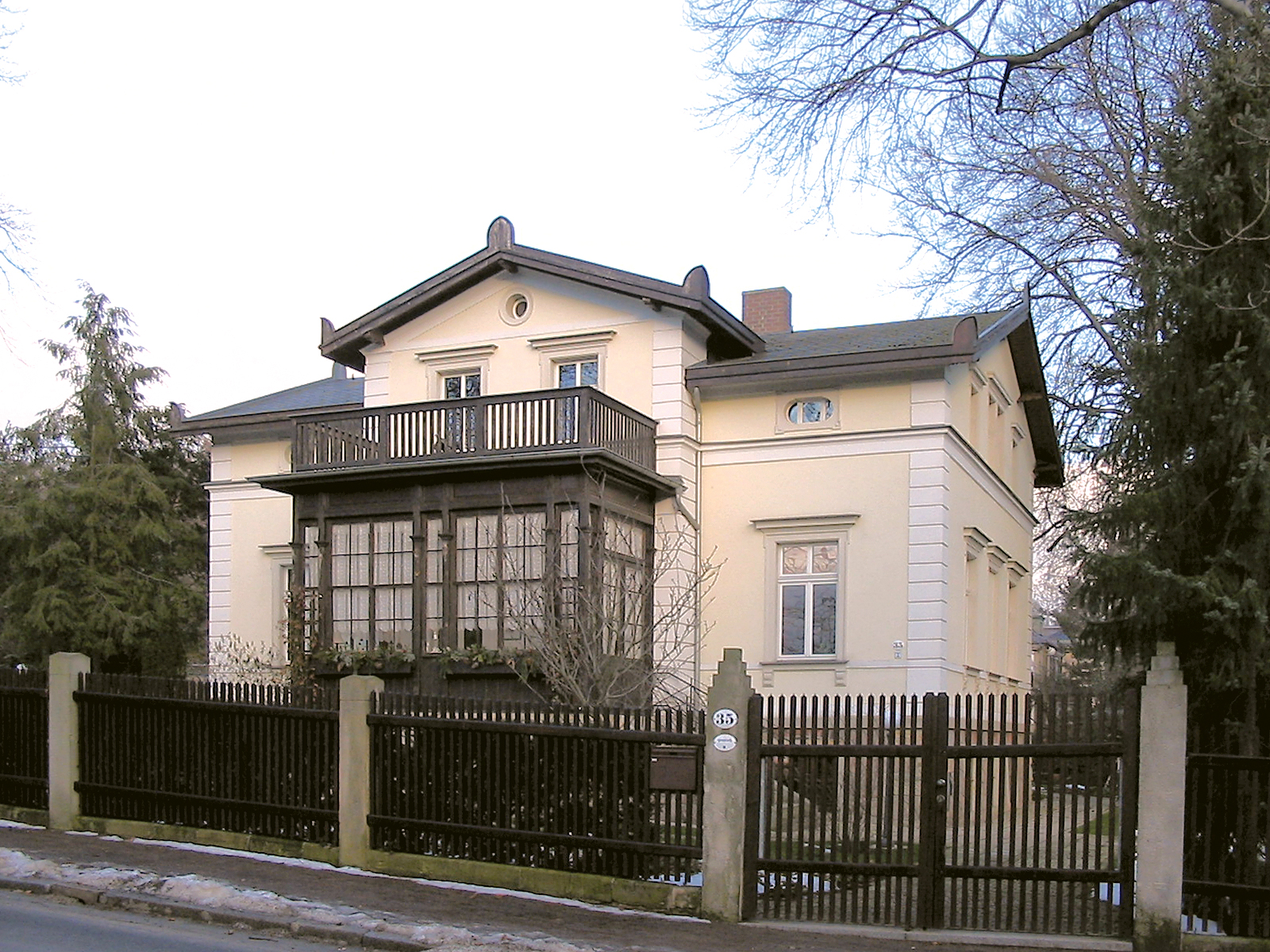
Villa Eduard-Bilz-Straße 35

## Beschreibung

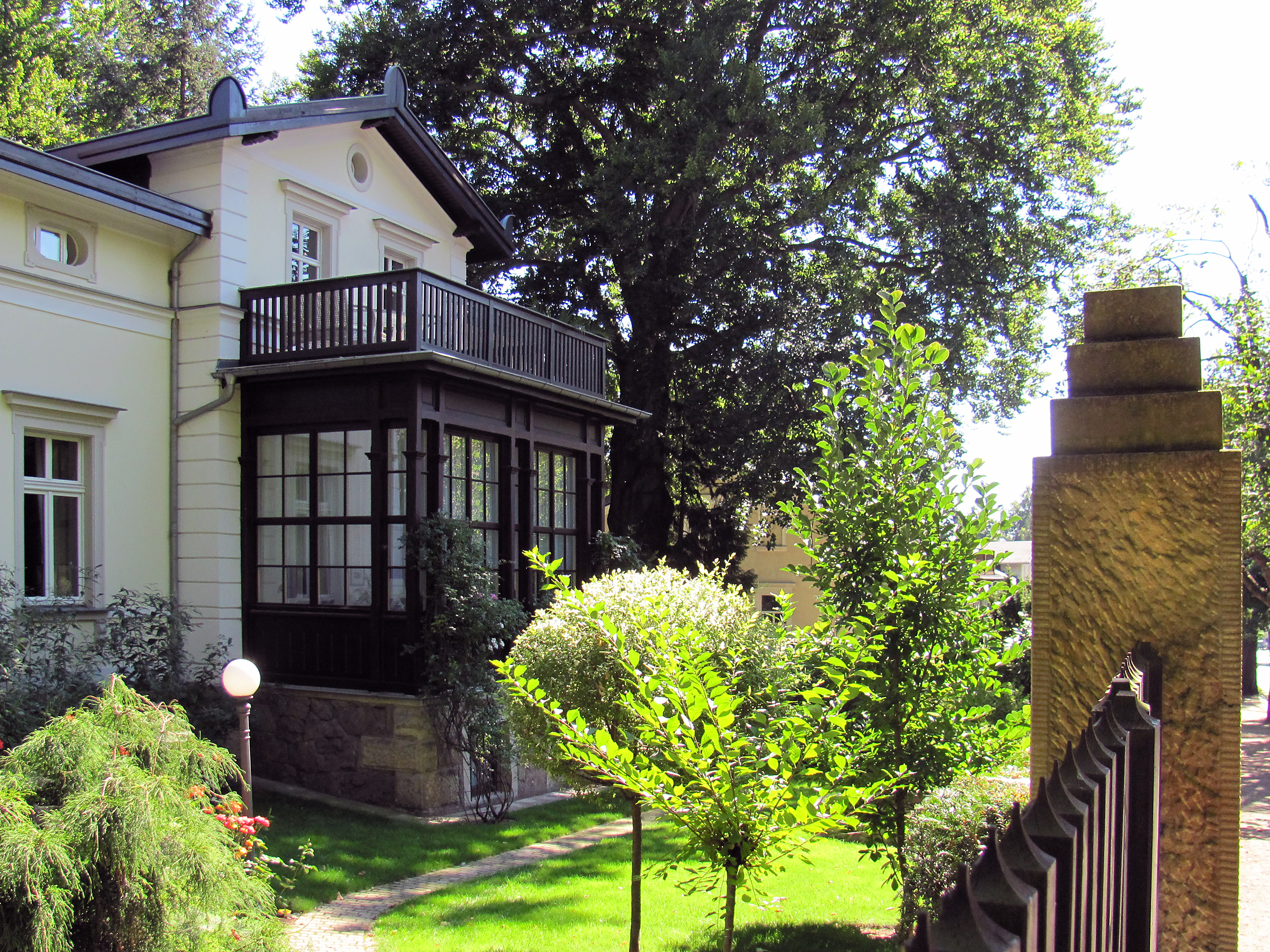
Der preisgekrönte Garten der Nr. 35, dazu als Detail die stufige Bekrönung der Zaunsäule sowie die Spitzen der Holzzaunstäbe

### Eduard-Bilz-Straße 35
Die 1880 errichtete, mit der Einfriedung unter Denkmalschutz stehende landhausartige Villa Eduard-Bilz-Straße 35 (Lage) ist vom gleichen Haustyp wie die zwei Jahre vorher gebauten benachbarten Villen Eduard-Bilz-Straße 33 und Eduard-Bilz-Straße 31, jedoch ist die ursprüngliche Fassadengliederung noch erhalten.
Das traufständig zur Straße ausgerichtete, eineinhalbgeschossige Gebäude steht auf einem Bruchsteinsockel aus rötlichem Syenit mit Sandsteineinfassung und hat oberhalb seines Erdgeschosses einen hohen Kniestock. Das ausgebaute flache Dachgeschoss hat ein flaches Satteldach, auf dem sich die dort angebrachten Akroteren erhalten haben. In der vierachsigen Straßenansicht steht mittig ein zweiachsiger Risalit mit einem kleinen Rundfenster im Giebel. Rechts und links im Kniestock befinden sich liegende Ovalfenster. Vor dem Risalit steht eine eingeschossige Holzveranda mit Austritt obenauf sowie einer Freitreppe mit Eisengeländer zum Garten.
Die Giebelseiten des Gebäudes sind dreiachsig. Im Erdgeschoss bestehen sie aus drei nebeneinander stehenden Rechteckfenstern, im Giebel selbst werden sie durch ein mittiges Zwillings-Koppelfenster sowie zwei flankierende kleinere Fenster gebildet.
Die Fenster werden durch Gewände aus Sandstein mit horizontalen Verdachungen und Konsolen eingefasst. Die Fassadengliederung der glattgeputzten Villa ist im Gegensatz zu den beiden Schwestergebäuden noch im Original erhalten. Sie besteht aus Eckquaderungen sowie einem aufwendigeren Gurtgesims zum Kniestock sowie zwei schlichteren Gesimsen in Form von Putzbändern oberhalb des Sockels und darüber als Fenstergesims.
Auf der östlichen Rückseite des Gebäudes steht ein hoher Seitenflügel mit Flachdach, in dem sich der Eingang befindet. Im Jahr 1934 wurde das Gesamtgebäude zu einem Zweifamilienhaus ausgebaut.
Die Einfriedung besteht aus Holzzaunfeldern zwischen Sandsteinpfeilern, auf den Pfeilern der Einfahrtspforte stehen kleine Stufenpyramiden.
Der Schriftsteller Hanns Max Hackenberger wohnte 1949 in der Nr. 35.
Die Eigentümer wurden im Jahr 2011 mit dem Radebeuler Bauherrenpreis in der Kategorie Garten- und Freiflächengestaltung ausgezeichnet.

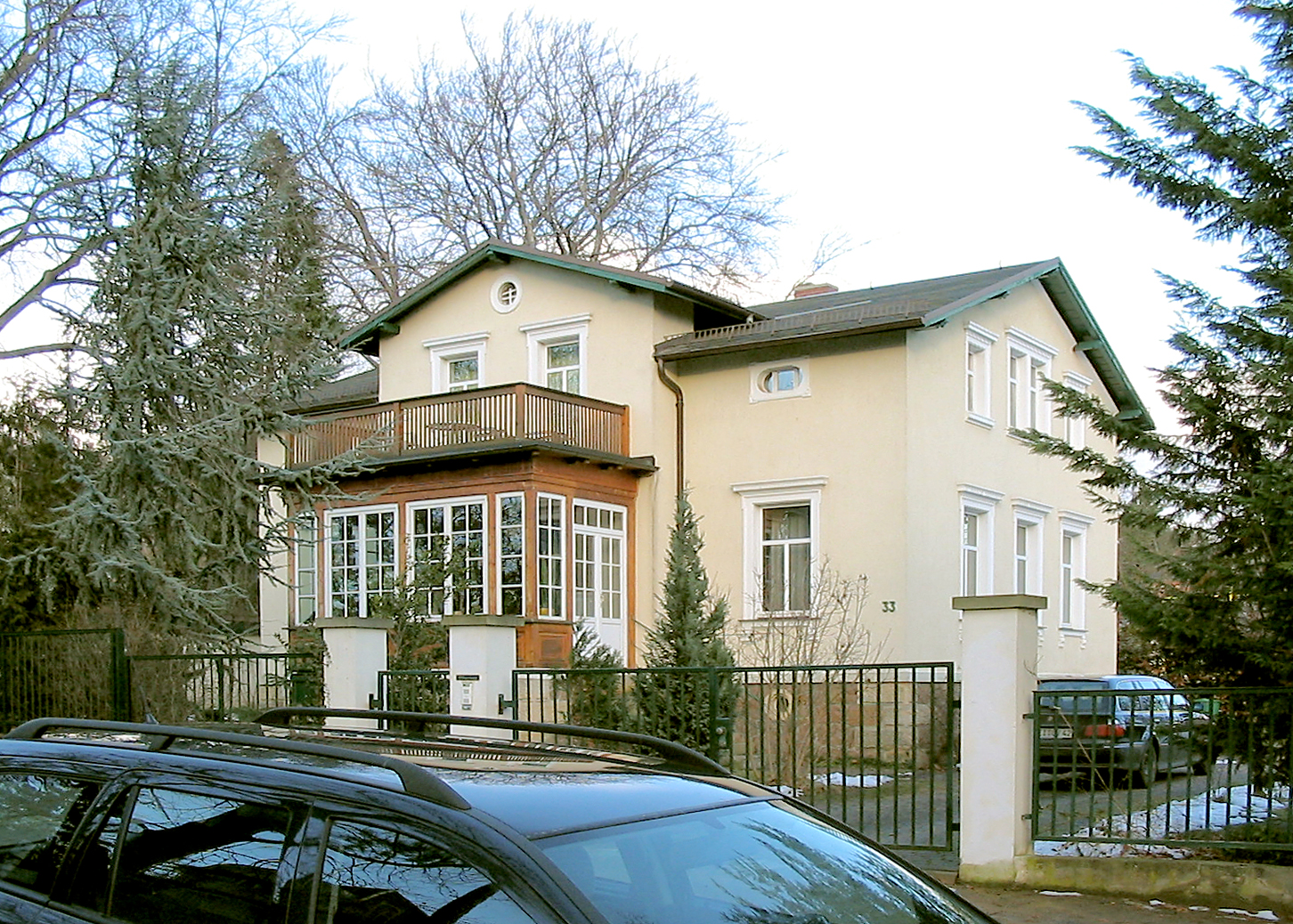
Villa Claudia, Eduard-Bilz-Straße 33

### Eduard-Bilz-Straße 33
Die um 1878 errichtete, unter Denkmalschutz stehende landhausartige Villa Eduard-Bilz-Straße 33 (Lage), heute auch Villa Claudia, ist vom gleichen Typ wie Nr. 35 und Nr. 31. Die Fassaden wurden jedoch erneuert, wobei die Gliederung vereinfacht wurde. Auch die Dachverzierungen sind verschwunden.
Die Einfriedung besteht aus Profileisenfeldern zwischen Putzpfeilern mit Abdeckungen.

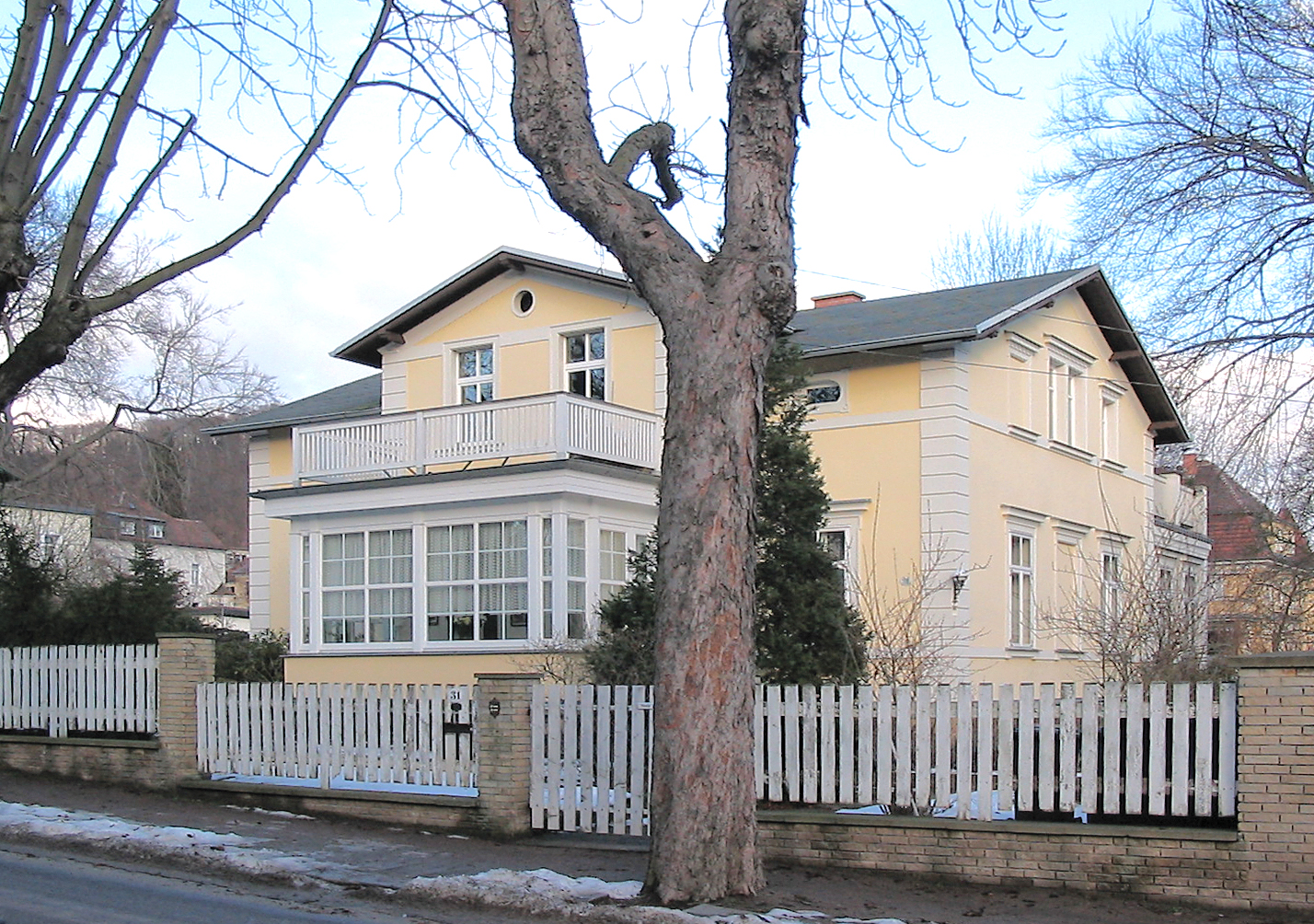
Villa Eduard-Bilz-Straße 31

### Eduard-Bilz-Straße 31
Die 1878 errichtete, heute unter Denkmalschutz stehende landhausartige Villa Eduard-Bilz-Straße 31 (Lage) ist vom gleichen Typ wie Nr. 35 und Nr. 33. Das Gurtgesims am Kniestock wurde durch ein Putzband ersetzt. Die horizontalen Verdachungen des Risalitfensters und der nebenliegenden Balkontür sind verschwunden, ebenso die Dachverzierungen. Die rückwärtige Erweiterung stammt aus dem Jahr 1889. Die Veranda hat jetzt eine massive Brüstung, die Holzarbeiten wurden modernisiert.
Die Einfriedung besteht aus Holzzaunfeldern zwischen Riemchenpfeilern mit Abdeckungen.

## Ähnliche Gebäude
- Villa Eduard-Bilz-Straße 20
- Villa Zillerstraße 6